# Marcel Moussy
Marcel Paul Jean Moussy (* 7. Mai 1924 in Algier, Algerien; † 10. August 1995 in Caen, Département Calvados) war ein französischer Drehbuch- und Romanautor sowie Filmregisseur, der 1960 für den Oscar für das beste Originaldrehbuch nominiert war.

## Leben
Moussy veröffentlichte 1952 mit Le sang chaud seinen ersten Roman und begann 1959 seine Tätigkeit in der Filmwirtschaft mit dem Drehbuch zu Sie küßten und sie schlugen ihn (Les Quatre Cents Coups) von François Truffaut mit Jean-Pierre Léaud, Claire Maurier und Albert Rémy. Gleich für dieses Erstlingswerk wurde er zusammen mit Truffaut bei der Oscarverleihung 1960 für den Oscar für das beste Originaldrehbuch nominiert. Er wirkte bis 1986 als Drehbuchautor an der Herstellung von über zwanzig Filmen mit.
Neben seiner Arbeit als Drehbuchautor begann er 1961 auch als Regisseur zu arbeiten und schuf mit der Filmkomödie Amour in St. Tropez (Saint-Tropez Blues) seinen ersten Film in dem Marie Laforêt, Jacques Higelin und Pierre Michaël die Hauptrollen spielten. Er inszenierte bis 1986 vierzehn Filme sowie Fernsehserien, die oftmals auf seinen Vorlagen und Drehbüchern basierten.

## Veröffentlichungen
- Babylonia, 1960
- Le sang chaud, 1952
- Trois hommes sur un cheval, 1969

## Filmografie (Auswahl)
D = Drehbuch; R = Regie
- 1959: Sie küßten und sie schlugen ihn (Les Quatre Cents Coups, D)
- 1960: Schießen Sie auf den Pianisten (Tirez sur le pianiste, D)
- 1961: Amour in St. Tropez (Saint-Tropez Blues, D, R)
- 1963: Der dunkelgrüne Koffer (Ballade pour un voyou, D)
- 1966: Brennt Paris? (Paris brûle-t-il?)
- 1968: Seine Gefangene (La prisonnière)
- 1969: Drei Mann auf einem Pferd (Trois hommes sur un cheval, D, R)
- 1978: Les héritiers (Fernsehfilm, D, R)
- 1985: Der Weekend-Killer (Le tueur du dimanche, D)
- 1986: Le rire de Caïn (Fernsehserie, D, R)

## Hintergrundliteratur
- Wolf-Dietrich Albes: Les écrivains pieds-noirs face à la guerre d’Algérie (1954–1962) : Albert Camus, Jean Brune, Roger Curel, Robert Merle, Janine Montupet, Marcel Moussy, Jean Pélégri, Emmanuel Roblès, André Rosfelder, Jules Roy. Friedberg 2012, ISBN 978-3-932711-19-0.